# Micheil Sadschaia
Micheil Sadschaia (georgisch მიხეილ საჯაია; FIFA-Schreibweise nach engl. Transkription Mikheil Sajaia; * 8. Dezember 1976 in Sochumi) ist ein georgischer Fußballspieler.

## Leben
Der Stürmer kam 1998 vom FC Augsburg zum SSV Reutlingen. Am 19. August 2000 kam er bei der 1:4-Niederlage gegen Alemannia Aachen zu seinem Profidebüt in der 2. Bundesliga. insgesamt bestritt er neun Zweitligapartien.
Nach einer torlosen Saison kehrte Sadschaia 2001 zunächst in die Oberliga zum FC Augsburg zurück, ehe er im Sommer 2002 einen Vertrag beim Zweitligaabsteiger SpVgg Unterhaching unterschrieb. Dort war er nur Ergänzungsspieler, keinen seiner 16 Einsätze absolvierte er über die gesamte Spieldauer. Daher wechselte er zum Bonner SC in die Oberliga Nordrhein. Nach nur einem halben Jahr kehrte Sadschaia aber nach Bayern zurück und unterschrieb bei der SpVgg Bayreuth, mit der er den Aufstieg in die Regionalliga Süd schaffte.
Nachdem dem Verein aber wegen kritischer Finanzlage die Lizenz entzogen wurde, folgte Sadschaia seinem Trainer Gino Lettieri zum SV Darmstadt 98. Nach nur einem halben Jahr löste er seinen Drei-Jahres-Vertrag auf und wechselte zurück zum SSV Reutlingen. In der Winterpause der Saison 2007/2008 ging er dann zum bayerischen Oberligisten SpVgg Weiden, wo Gino Lettieri erneut sein Übungsleiter war.
Zur Saison 2009/10 wechselte Sadschaia zum Kreisklassisten SC Altenplos. Seit 2013 ist er in der Kreisklasse Bayreuth-Kulmbach als Spielertrainer tätig.